# Гайсуз
Гайсу́з (фр. Geishouse [gaisuz]) — коммуна на северо-востоке Франции в регионе Гранд-Эст (бывший Эльзас — Шампань — Арденны — Лотарингия), департамент Верхний Рейн, округ Тан — Гебвиллер, кантон Серне. До марта 2015 года коммуна административно входила в состав упразднённого кантона Сент-Амарен (округ Тан).
Площадь коммуны — 7,28 км², население — 487 человек (2006) с тенденцией к стабилизации: 478 человек (2012), плотность населения — 65,7 чел/км².

## Население
Численность населения коммуны в 2011 году составляла 482 человека, а в 2012 году — 478 человек.
| 1962 | 1968 | 1975 | 1982 | 1990 | 1999 | 2005 | 2006 | 2010 | 2011 | 2012 |
| ---- | ---- | ---- | ---- | ---- | ---- | ---- | ---- | ---- | ---- | ---- |
| 421  | 402  | 352  | 376  | 423  | 472  | 489  | 487  | 486  | 482  | 478  |

Динамика населения:

## Экономика
В 2010 году из 311 человек трудоспособного возраста (от 15 до 64 лет) 216 были экономически активными, 95 — неактивными (показатель активности 69,5 %, в 1999 году — 69,7 %). Из 216 активных трудоспособных жителей работали 201 человек (111 мужчин и 90 женщин), 15 числились безработными (7 мужчин и 8 женщин). Среди 95 трудоспособных неактивных граждан 15 были учениками либо студентами, 66 — пенсионерами, а ещё 14 — были неактивны в силу других причин.
На протяжении 2011 года в коммуне числилось 204 облагаемых налогом домохозяйства, в которых проживало 477,5 человек. При этом медиана доходов составила 21153 евро на одного налогоплательщика.

## Достопримечательности (фотогалерея)

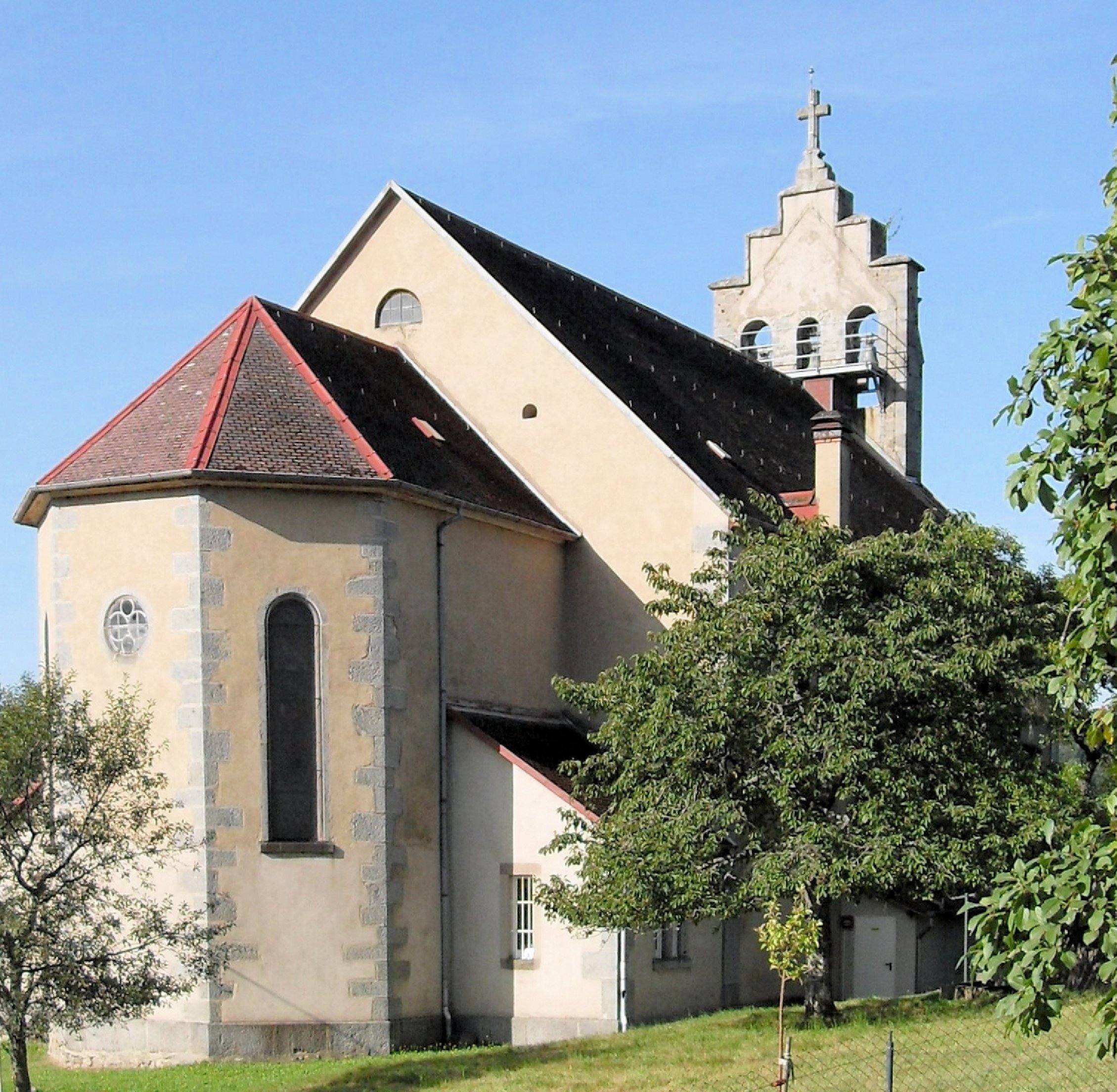
Церковь Святого Себастьяна
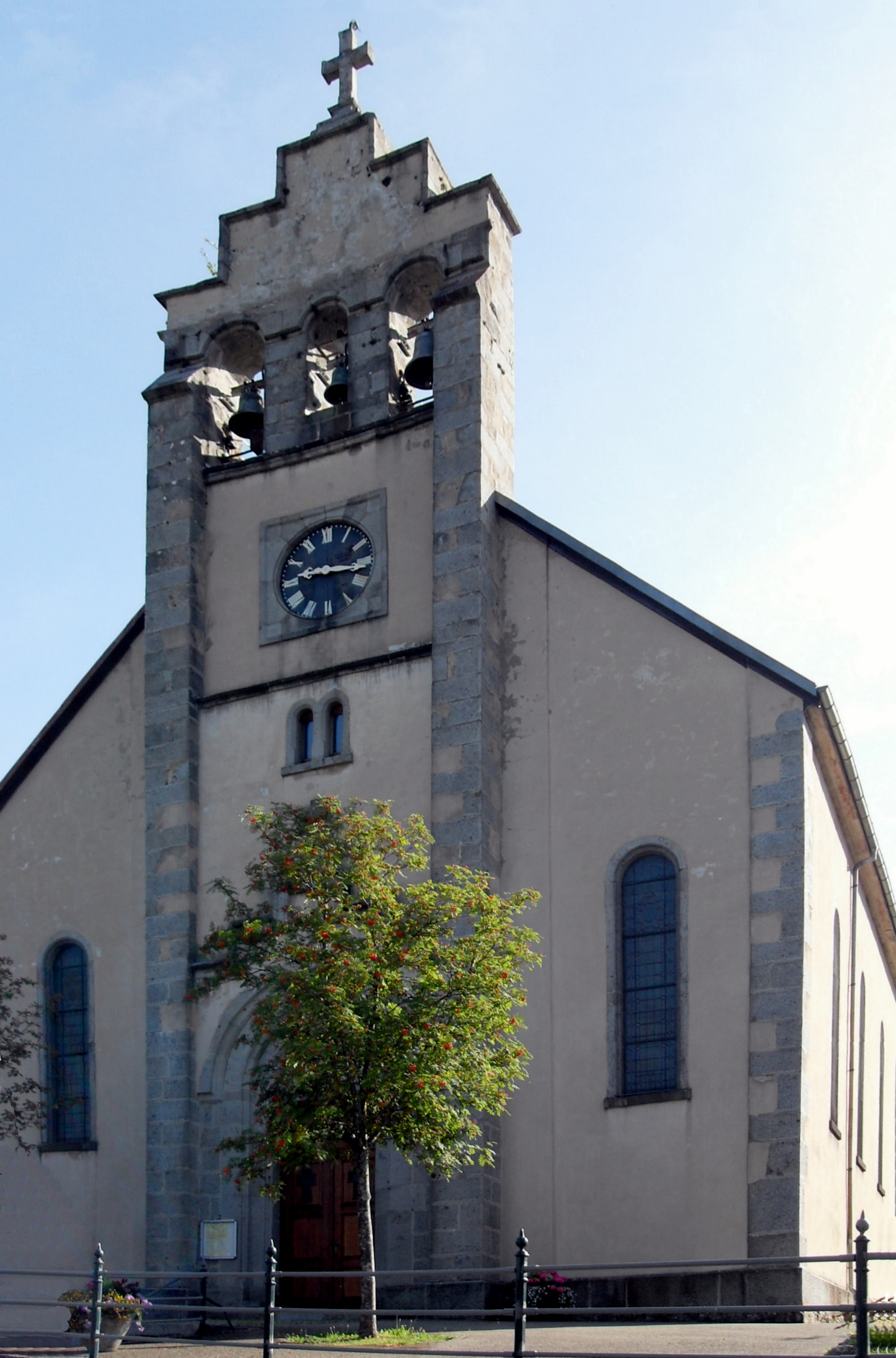
Колокольня